# Космичко доба
Космичко доба или Васионско доба је временски период који обухвата активности које се односе на Трку у Космосу, истраживања у космосу, космичку технологију, као и културни развој на који су утицали ови догађаји. Космичко доба се у основи узима да је започело са Спутњиком 1957. године. 

## Почеци
Космичко доба почиње са развојем неколико технологија која су кулминирала 4. октобра 1957. године лансирањем Спутника 1 од стране СССР-а. Ово је био у свету први вештачки сателит, који је са укупно масом од 83 килограма обишао у орбити Земљу за 98,1 минута. Лансирањем Спутника 1 започиње ново доба друштвено-политичких, научних и технолошких достигнућа која постају позната као Космичко доба.
Космичко доба карактерише убрзан развој нових технологија у напетој трци између САД и СССР. Убрзан развој се дешавао у ракетама, науци о материјалима, рачунарима и другим областима. Бројне технологије оригинално развијене за примену у космосу су касније нашле примену код других корисника. Космичко доба је достигло врхунац са Аполо програмом, који је значајно привукао пажњу светске јавности. Слетање Апола 11 је гледало више од 500 милиона људи у свету и шире је прихваћен као један од најзначајних догађаја у 20. веку. Од тада, пажња јавности је већим делом усмерена према другим областима.

### Interactive media
- 50 година од почетка Космичког доба & Спутник, НАСА, Архивирано из оригинала 27. 10. 2007. г., Приступљено 10. 9. 2015.